# Pihyon
Pihyon (Hán Việt: Tì Hiện) là một huyện của tỉnh Pyongan Bắc tại Cộng hòa Dân chủ Nhân dân Triều Tiên. Huyện giáp với Uiju ở phía bắc, phía đông là Chonma, phía nam là Yomju và Tongrim, và phía tây là Ryongchon cùng thành phố lớn Sinuiju. Huyện đơ]cj thành lập vào năm 1952.
Địa hình Pihyon nói chung là bằng phẳng ở phía tây, lượn sóng ở trung tâm và cao đến dãy núi thấp Munsu ở phía đông. Đỉnh núi chính là Munsusan (문수산, 736 m). Dòng suối chính trên địa bàn là Samgyochon (삼교천), một chi lưu của sông Áp Lục. Nhiệt độ trung bình năm là 8,5 °C, dao động từ -9,5 °C và tháng 1 đến 23,6 °C vào tháng 8. Lượng mưa trung bình năm là 1065 mm. Rừng chiếm 57% tổng diện tích của huyện, trong đó, thông chiếm 80%; 31% diện tích Pihyon là đất canh tác.
Các cây trồng trên địa bàn bao gồm lúa gạo, ngô, đỗ tương, khoai lang và lạc; Pihyon xếp thứ nhì cả tỉnh về sản lượng lạc đứng thứ ba về chăn nuôi cừu. Tuyến đường sắt Pyongui (Pyongyang-Sinuiju) và tuyến đường sắt Paekma (Yomju-South Sinuiju) đi qua địa bàn huyện. Trên địa bàn có trường Cao đẳng Địa chính Pihyon.
Năm 2008, dân số toàn huyện Pihyon là 110.637 người (52.901 nam và 57.736 nữ), trong đó, dân cư đô thị là 48.812 người (44,1%) còn dân cư nông thôn là 61.825 người (55,9%).